# Badhuis

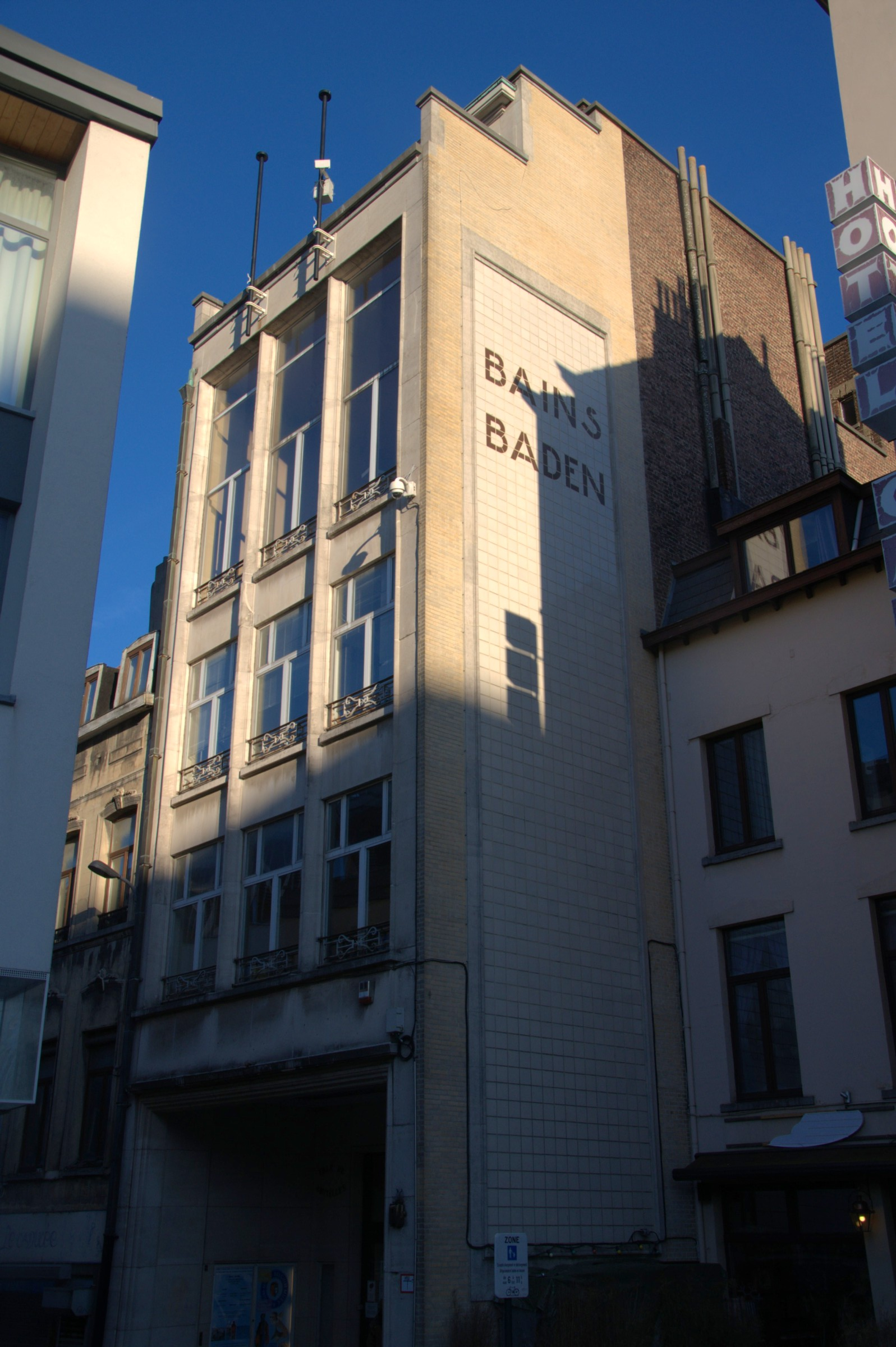
Baden van Brussel met naast het badhuis het Zwembad van het Centrum

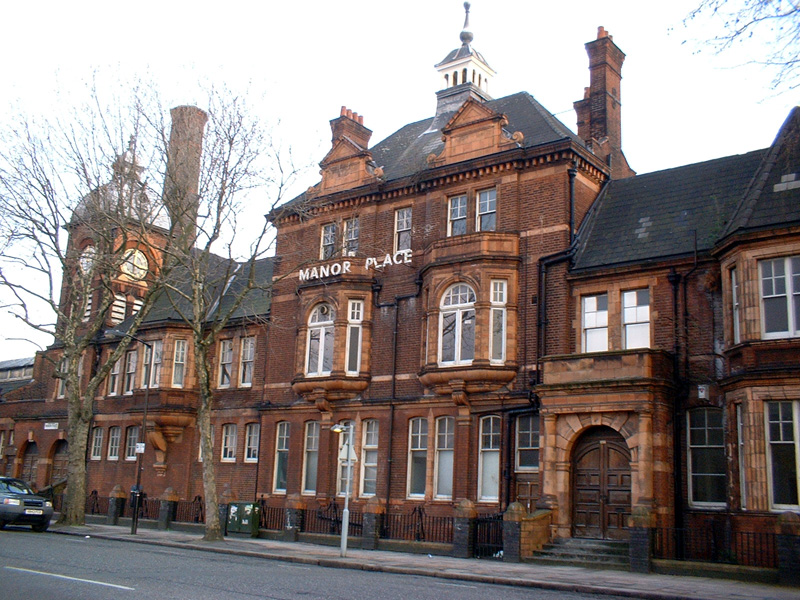
Manor Place Baths in Londen

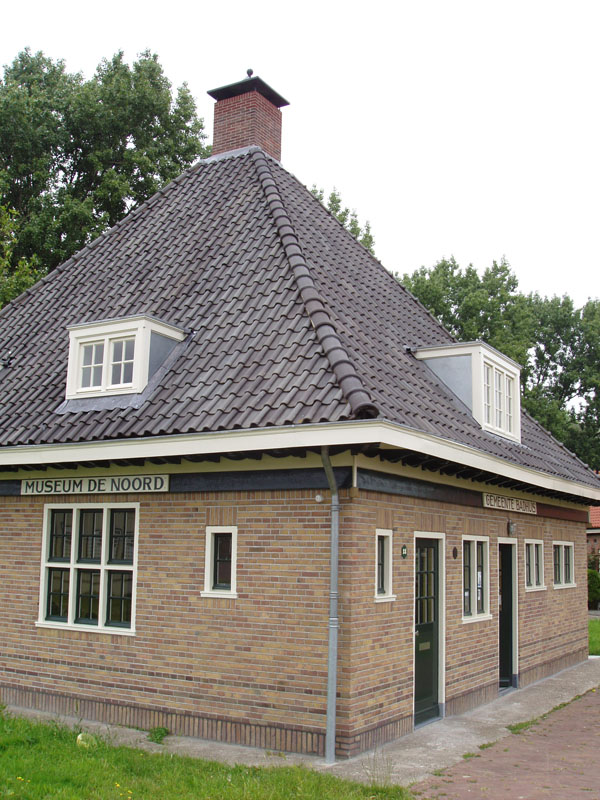
Het oude badhuis in Vogeldorp in Amsterdam-Noord

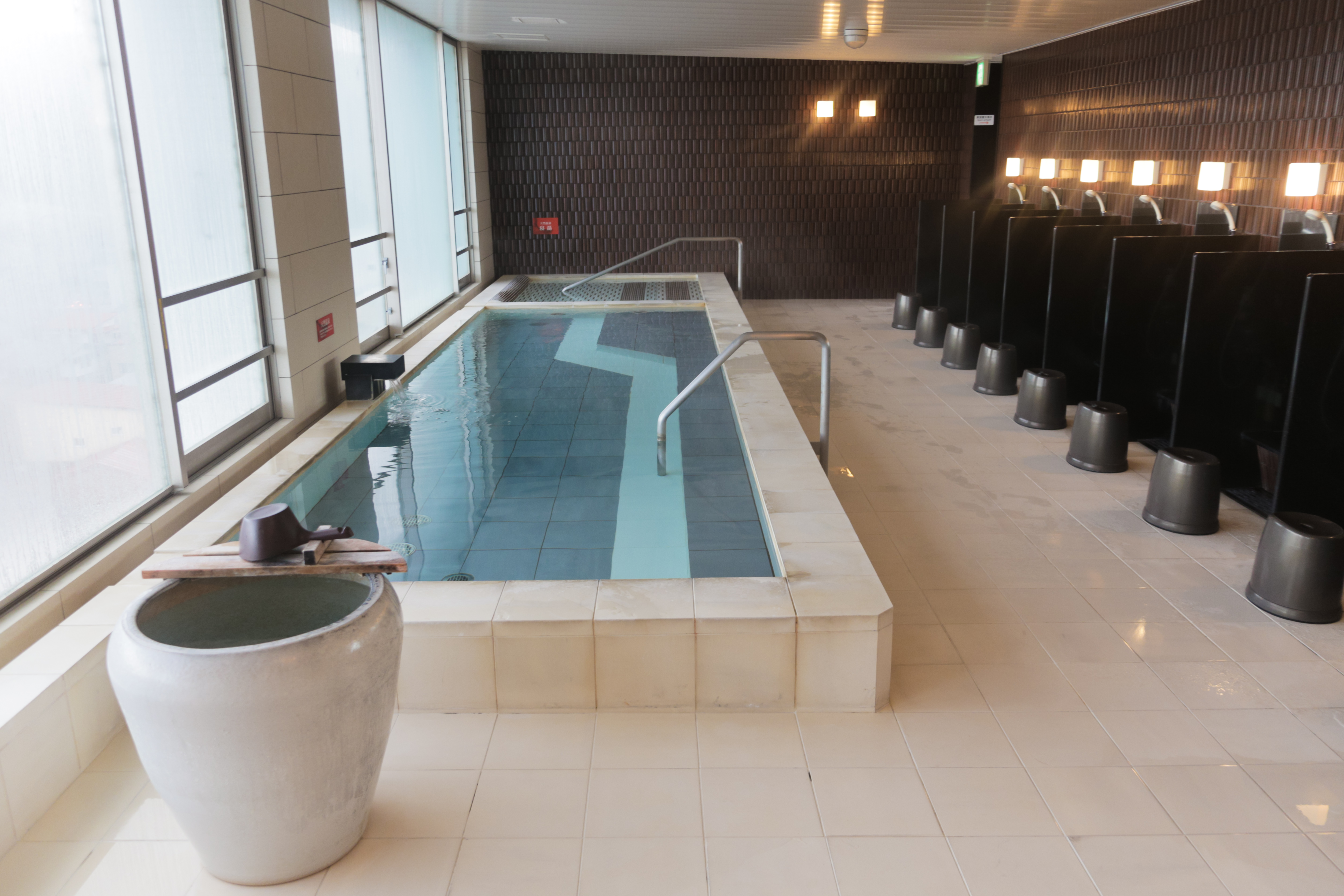
Een moderne sentō in Tayakama (Japan)

Een badhuis is een gebouw waar mensen zich kunnen baden en wassen.

## Geschiedenis
In de thermen, de grote badhuizen zoals we die kennen uit de oudheid, kwam men al om uitgebreid te baden en voor de sociale contacten. Een voorbeeld van een klassiek badhuis zijn de Thermen van Caracalla en de thermen van Bath, dat naar de thermen vernoemd werd.
Badhuizen zijn onder meer bekend uit China, Japan, Turkije, en het Romeinse rijk. Sommige hiervan blonken uit in luxe en grootte en vertonen enige gelijkenis met de moderne sauna's en wellnesscentra.

### Nederland
In Nederland bestonden badhuizen tussen ongeveer 1900 en 1980. Tegen een geringe vergoeding was hier de gelegenheid om zich te wassen, door een douche of een bad te nemen. Badhuizen werden sinds eind 19e eeuw gebouwd, toen er een grotere aandacht kwam voor hygiëne, gezondheid en levensstijl. Veel badhuizen waren een soort openbare badkamers voor de gewone man, daar de arbeiderswoningen vaak zonder sanitaire voorzieningen werden opgeleverd. De meeste badhuizen zijn in de eerste helft van de twintigste eeuw opgetrokken.
De Nederlandse badhuizen werden gestookt met steenkool of stadsgas. Met de ontdekking van aardgas en het inbouwen van sanitaire voorzieningen bij particulieren, werden de badhuizen langzaam maar zeker overbodig. Het openbare badhuis is grotendeels uit het straatbeeld verdwenen.
Sommige badhuizen hebben een andere functie gekregen. In Amsterdam is in het voormalige badhuis Funen sinds 1985 Brouwerij 't IJ gevestigd; het badhuis in De Pijp werd theater/jazzclub De Badcuyp; het badhuis op het Javaplein is een restaurant en het badhuis op het Boerhaaveplein is omgebouwd tot Badhuistheater. In Haarlem is het "tweede volksbadhuis" aan het Leidseplein verbouwd tot buurthuis. Ook in Groningen (buurthuis/woningen) en Hilversum (medisch centrum) kregen badhuizen nieuwe functies.

### Engeland
Rond het einde van de 18de eeuw doken in Engeland de eerste badhuizen op. In het begin waren die eigenlijk alleen voor de elite, maar in het midden van de 19de eeuw werd in Liverpool het eerst echte openbare badhuis geopend. Deze badhuizen waren in het begin alleen bestemd voor mannen met individuele wasgelegenheden en een gedeelde zwemgelegenheid. Pas in 1914 werden ook vrouwen toegelaten. De wens voor betere sanitaire voorziening van het volk leidde uiteindelijk tot een situatie in 1915 waar in de meeste dorpen en steden een openbaar badhuis aanwezig was.

### Duitsland en Oostenrijk
In de Midden-Europese keizerrijken was eind 19e eeuw de openbare badinrichting een luxe voorziening voor de gezeten burgerij. Maar in 1883 presenteerde de arts-hygiënist Oskar Lassar op een wetenschappelijk congres in Berlijn zijn ontwerp voor een volksbadhuis met douchecellen voor de gewone man en vrouw, en voor hun kinderen. Door de efficiënte inrichting waren de exploitatiekosten en dus de toegangsprijzen aanzienlijk lager dan die van de conventionele badhuizen. Binnen enkele jaren bouwden Berlijn, Wenen, München, Neurenberg, Frankfurt en Leipzig eenvoudige en goedkope publieke douches volgens het model dat Lassar had voorgesteld. Andere Duitse steden bouwden gecombineerde badgelegenheden met zowel badkuipen voor de middenklasse als douches voor de armere bevolking.

### Hongarije
Hongarije heeft relatief veel badhuizen, kuurbaden en zwembaden voor een land dat naar verhouding weinig oppervlaktewater heeft. Hoofdstad Boedapest heeft zeven openbare badhuizen dan wel kuurbaden (Hongaars: gyógyfürdő) en verscheidene zwembaden (uszoda). Daarnaast zijn er meer dan honderd privébadhuizen in Boedapest.
Door een breuklijn in de aardkorst onder de stadsdelen Óbuda en Boeda, gelegen op de westoever van de Donau, komt het diepgelegen grondwater op vele plekken op natuurlijke wijze naar boven. De Kelten vestigden zich rond één zo'n dergelijke bron ruim 400 jaar voor Christus. Op deze plek is het (nu voor publiek gesloten) Rác-bad.
De Romeinen, die de stad innamen rond 50 v.Chr. namen hun welbekende badcultuur mee en bouwden verscheidene badhuizen, waarvan nog steeds enkele ruïnes toegankelijk zijn voor het publiek.
Na het vertrek van de Romeinen duurde het tot halverwege de 16e eeuw voordat de badcultuur in Hongarije een nieuw hoogtepunt bereikte, ditmaal onder invloed van de Ottomanen, die Boedapest innamen in 1541.
Het vertrek van de Ottomanen heeft de badcultuur niet verminderd. In het hele land kan men kuuroorden vinden, die onverminderd aandacht hebben van de Hongaren zelf, maar ook van buitenlanders. Zo bevinden zich vier van de badhuizen van Boedapest in toplijsten van vooraanstaande media: het Rudasbad staat op plek vier van het Amerikaanse thrillist.com; eerder verkozen CNN het Gellértbad, The Guardian het Palatinusbad en Der Spiegel Online het Széchenyibad tot de beste baden ter wereld.

### Turkse en Arabische wereld
Van oudsher kennen de Turkse en Arabische werelden een cultuur van publieke baden. Het Turkse bad is bekend onder de naam hamam. Dit Turkse bad heeft zowel een religieuze als een volkse oorsprong. Enerzijds namelijk komt het voort uit de islamitische kleine rituele wassing, anderzijds uit de volkse stoombaden.

### Japan
Tijdens de Naraperiode (710 tot 784) werd het gebruik van badhuizen geïntroduceerd in Japan vanuit China, waar het zijn oorsprong vindt in Boeddhistische tempelcomplexen. Tot halverwege de 19e eeuw bezochten de meeste Japanners dagelijks een sentō, een Japans traditioneel badhuis, aangezien er geen sanitaire faciliteiten in de huizen waren.